# Cantabile (symfonische suite)
Cantabile is een werk dat tussen 2004 en 2009 geschreven is door Frederik Magle. Het bestaat uit drie symfonische gedichten (of bewegingen) op basis van gedichten geschreven door prins Henrik van Denemarken, die gepubliceerd werden in zijn dichtbundel Cantabile. De Cantabile suite is gecomponeerd in opdracht van de Deense koninklijke familie en het eerste deel ging in 2004 in première. Het tweede en derde deel gingen 10 juni 2009 in première op een concert in de concertzaal van Kopenhagen waar prins Henriks 75e verjaardag werd gevierd. Op beide gelegenheden werd de muziek uitgevoerd door het Nationaal symfonisch orkest van Denemarken en koor, gedirigeerd door Thomas Dausgaard.
Naast de originele tekst van prins Hendrik in het Frans wordt ook een Deense vertaling van Per Aege Brandt gebruikt in het werk. Op sommige plaatsen wordt zelfs in het Deens en Frans tezamen gezongen.

## Structuur
De drie symfonische gedichten/bewegingen van de cantabile suite zijn:
- Souffle le vent (gebaseerd op het gedicht Souffle le vent)
- Cortège & Danse Macabre (gebaseerd op het gedicht Cortège funèbre (met de ondertitel Danse Macabre)
- Carillon (gebaseerd op de gedichten L'Angélus en Lacrymae mundi)

## Bezetting
Blazers:
- 3 dwarsfluiten waarvan 1 piccolo
- 2 hobo's waarvan 1 Engelse hoorn
- 4 klarinetten waarvan 1 basklarinet
- 3 fagotten waarvan 1 contrafagot
- 4 hoorns
- 3 trompetten
- 3 trombones
- 1 contrabass tuba

Slagwerk:
- 4 pauken
- 3 percussionisten: Kleine trom, grote trom, Hangend bekken, slagcymbalen, tamtam, kempur gong, tubular bells, 3 tom-toms, 2 roto-toms, zweep, woodblock, celesta, marimba en een dijbeen van een giraffe[4].

Snaarinstrumenten:
- harp
- piano (enkel solo in het derde deel)
- pijporgel

Zangers
- sopraan (solo)
- bas-bariton (solo)
- Gemengd koor (S,S,A,A,T,T,B,B)

Strijkers
- eerste en tweede violen
- altviolen
- cello's
- contrabassen

In de Carillon moeten de bassen van het koor kunnen zingen tot de A in de bassleutel (27 noten onder de centrale C.